# Bertil Poppius
Robert Bertil Poppius, född 28 juli 1876 i Kyrkslätt, död 27 november 1916 i Köpenhamn, var en finländsk entomolog.
Poppius blev filosofie doktor 1914. Han företog i början av 1900-talet forskningsresor till norra Fennoskandien, Ryssland och Sibirien, bland annat längs Lenafloden 1901–1902 tillsammans med A.K. Cajander. Han verkade från 1900 vid Helsingfors universitets zoologiska museum, blev amanuens 1904 och kustos 1912. Han utgav flera undersökningar om skalbaggar, bland annat Förteckning öfver Ryska Lappmarkens Coleoptera (1960).